# Virgil Bălăceanu
Virgil Bălăceanu (n. 13 mai 1956, Mioarele, România) este un general-locotenent (r) român. A fost comandant al Brigăzii Multinaționale din Sud-Estul Europei⁠(en)[traduceți] (SEEBRIG/MPFSEE). Este președintele Asociației Ofițerilor în Rezervă (AORR).

## Biografie
În 1978 a fost locotenent de infanterie. În perioada 1998-2000 a fost șef de stat major la Brigada 282 Blindată „Unirea Principatelor” Focșani (en). În februarie 2006 a fost avansat la gradul de general de brigadă.
A fost numit comandant al 5-lea al SEEBRIG/MPFSEE de la 1 iulie 2007. În 2018 a primit Ordinul Virtutea Militară în grad de Comandor.
Este căsătorit și are un fiu.